# Musée de l'histoire des Jeux olympiques antiques
Le musée de l'Histoire des Jeux olympiques antiques, à Olympie en Grèce, créé en 2004, abrite 463 objets (parmi lesquels des copies venues de musées de Grèce et du reste du monde) retraçant l'histoire des Jeux olympiques antiques et du sport antique en général de la Préhistoire au Ve siècle apr. J.-C. Il est installé dans l'ancien bâtiment du Musée archéologique d'Olympie.

## Histoire du bâtiment
Le bâtiment classique du musée a été conçu par les architectes allemands Friedrich Adler et Wilhelm Dörpfeld, dont les noms étaient associés aux fouilles d'Olympie commencées en 1875. La construction, rendue possible grâce à un don du mécène Andreas Syngros, a été achevée en 1888. Le bâtiment domine une colline à environ 400 m au nord-ouest de l'Altis, au-delà du pont sur le Kladéos. Il a abrité le Musée archéologique d'Olympie jusqu'à la fin des années 1970. Dans le hall central se trouvaient les métopes et les sculptures des pignons est et ouest du temple de Zeus. La salle exposait aussi la Victoire de Paionios et l'Hermès de Praxitèle.
L'ancien bâtiment du musée a été gravement endommagé par les tremblements de terre qui ont frappé la région en 1954. Entre-temps, les fouilles de l'Altis par l'Institut archéologique allemand avaient produit une telle abondance de nouvelles découvertes qu'elles ne pouvaient plus être accueillies dans l'ancienne structure. Il était nécessaire de construire un nouveau musée à Olympie. Après l'ouverture du nouveau musée archéologique, l'ancien musée a été fermé durant des années.
La restauration de l'édifice classé a commencé en 1999 à l'occasion des Jeux olympiques de 2004 à Athènes. Les travaux de restauration ont été achevés en 2003 et par la suite, l'exposition sur l'histoire des Jeux olympiques antiques a été mise en place par des équipes interdisciplinaires du ministère de la Culture. L'exposition a été inaugurée le 24 mars 2004.

## L'exposition
L'exposition retrace l'histoire des Jeux depuis la Préhistoire et l'histoire ancienne jusqu'à la fin de l'Antiquité. Le grand hall central est dédié aux Jeux olympiques, tandis que les deux salles arrière, avec des artéfacts d'autres sanctuaires antiques (Delphes, Némée, Athènes), offrent une brève présentation des autres jeux panhelléniques : les Jeux pythiques, néméens, isthmiques et concours panathénaïques.

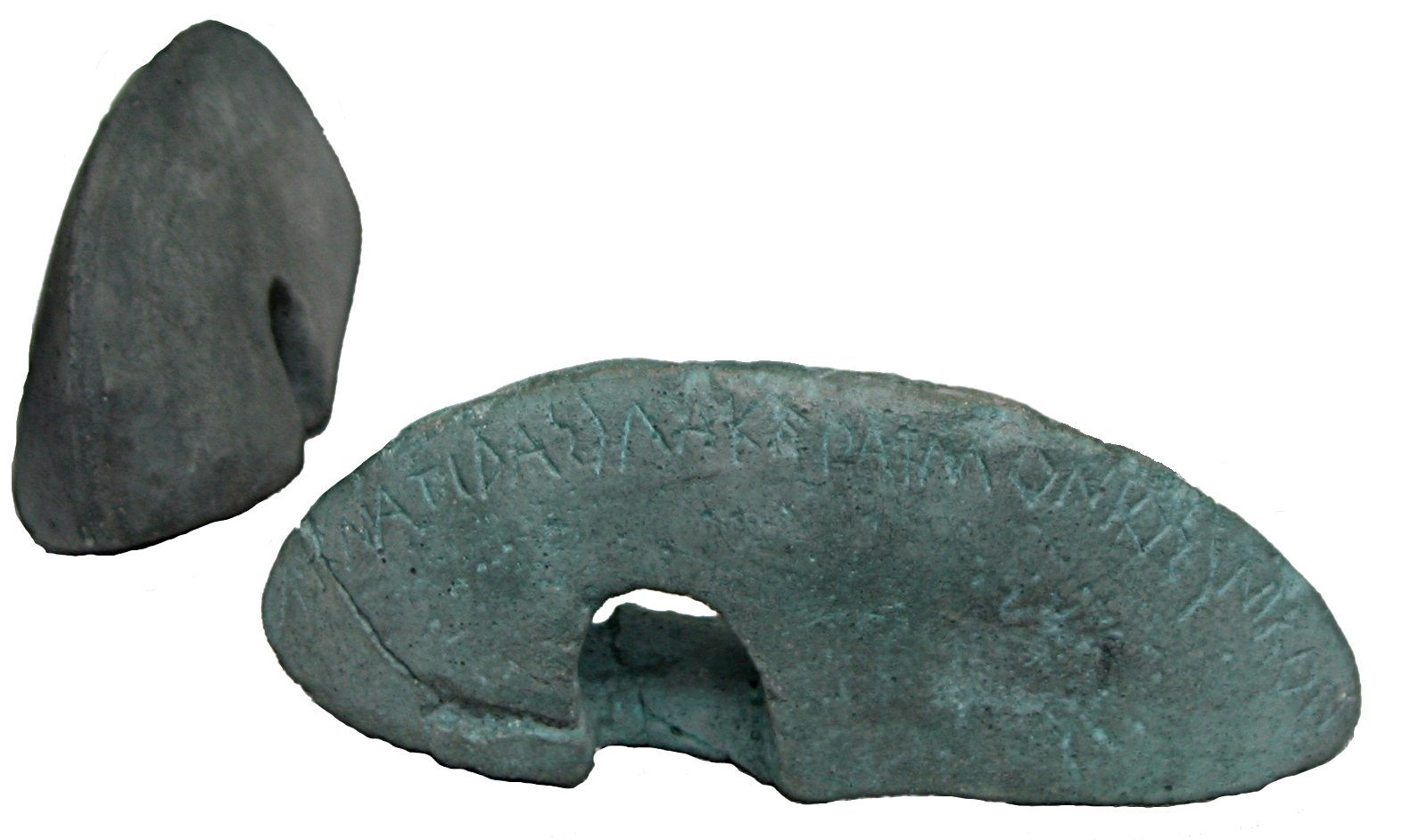
Poids de saut en longueur (haltère) en gneiss du lacédémonien Akmatidas

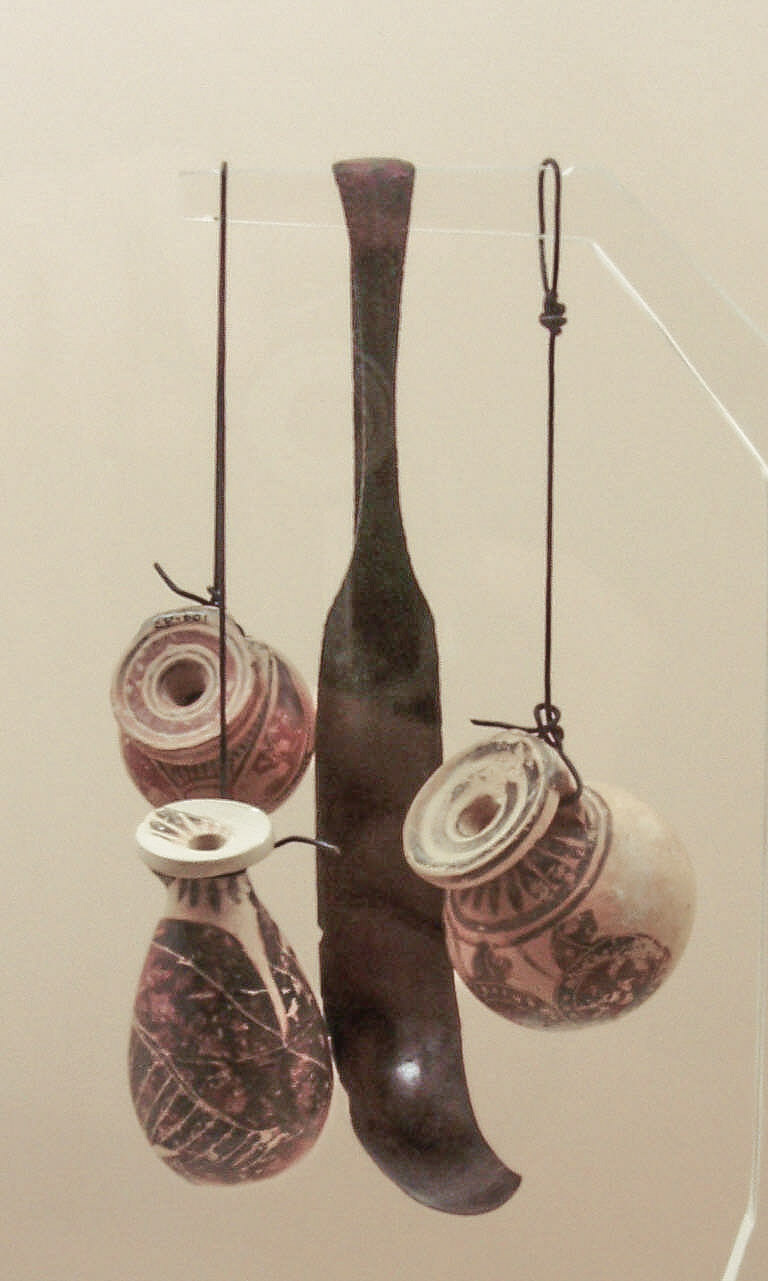
Équipement de lutteurs : strigile et flacons à huile.

Avec ses 463 pièces d'antiquités, le musée présente l'histoire des Jeux olympiques antiques, l'émergence du sport en Grèce et les autres Jeux panhelléniques et panathénaïques. Les pièces exposées datent du IIe millénaire au Ve siècle av. J.-C. Une section particulière est consacrée aux idoles géométriques, aux inscriptions, aux sculptures, aux céramiques représentant des compétitions, à la pierre de Vivona et au socle de la statue de Polydamas de Skotoussa, œuvre du grand sculpteur Lysippe, et au poids du sauteur spartiate Akmatidas.
L'exposition est organisée de manière thématique, en 14 zones.
- L'émergence du sport en Grèce est illustrée au moyen de petites trouvailles et de céramiques de l'époque minoenne et mycénienne.
- Héraclès, l'un des fondateurs mythiques des Jeux olympiques, est présenté à travers une collection d'objets.
- La présentation du sanctuaire de Zeus à Olympie aux premiers temps historiques, lorsque les Jeux étaient organisés sous le nom de Jeux panhelléniques, est réalisée par des figures d'auriges et des trépieds, offrandes précieuses consacrées à Zeus.
- L'organisation des jeux est illustrée par des inscriptions en pierre et en bronze d'Olympie, qui donnent des informations importantes sur les organisateurs.
- Des haltères, des grattoirs (strigiles), des céramiques, des représentations d'athlètes en relief montrent la préparation des athlètes.
- Dans la section « Femmes et sports » est exposé le socle de la statue de l'offrande de Cynisca de Sparte, première femme couronnée aux Jeux olympiques pour avoir remporté la course de chars, tandis que les socles des statues de Damagète et Dorieus, les fils du grand vainqueur olympique Diagoras de Rhodes, se réfèrent au célèbre épisode de Callipatéra.

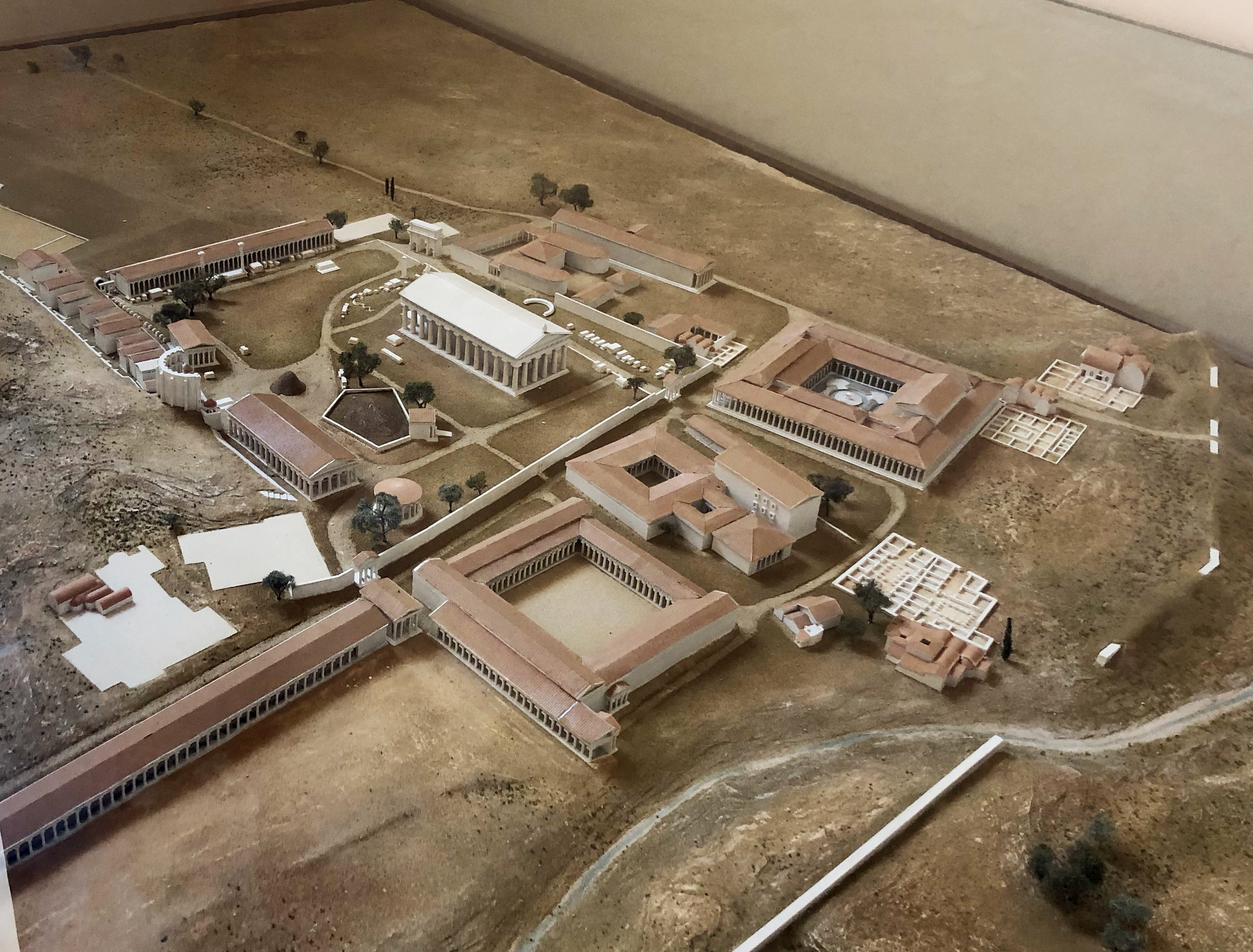
Maquette du sanctuaire d'Olympie
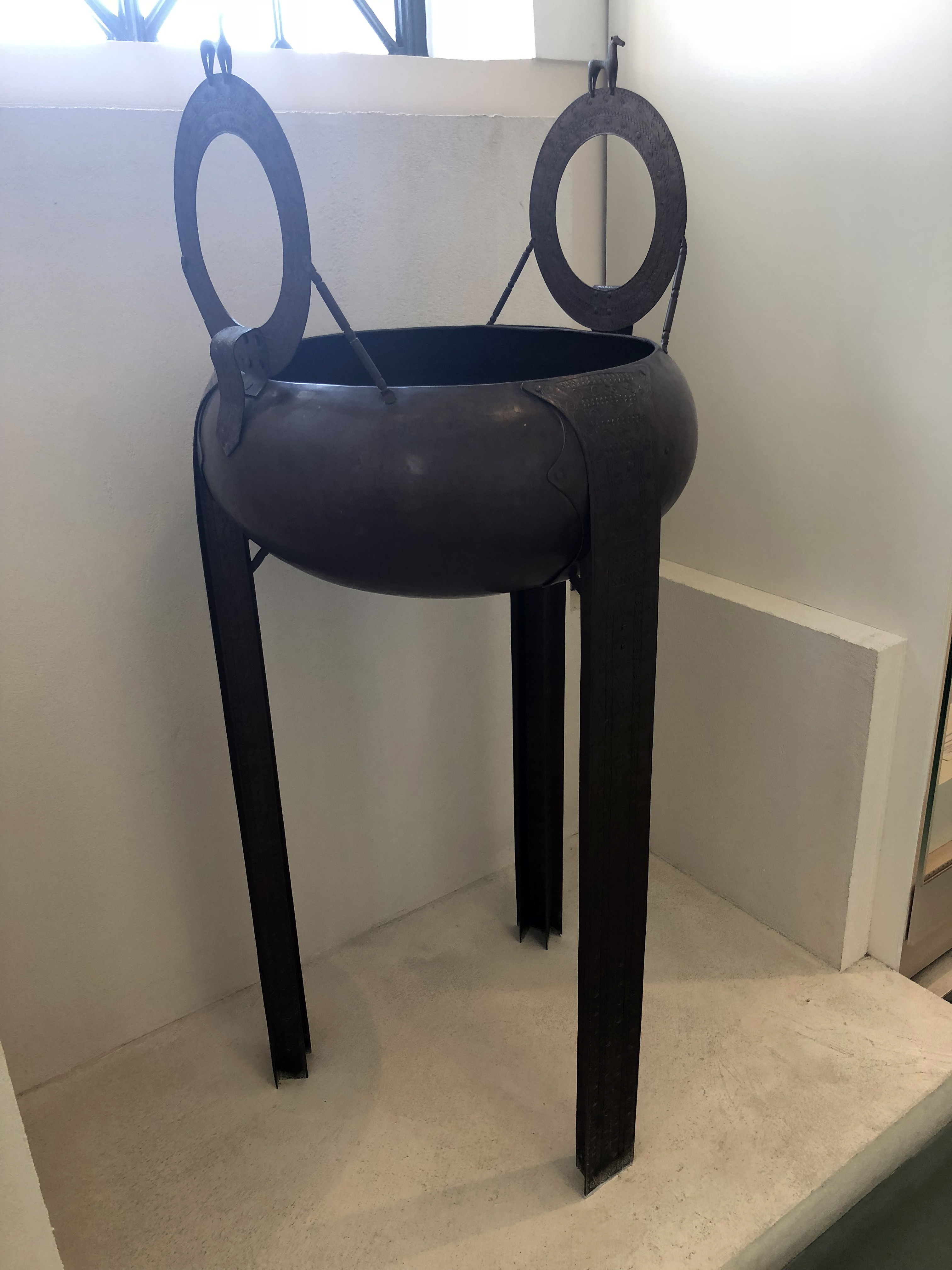
Chaudron tripode en bronze, vers -700.
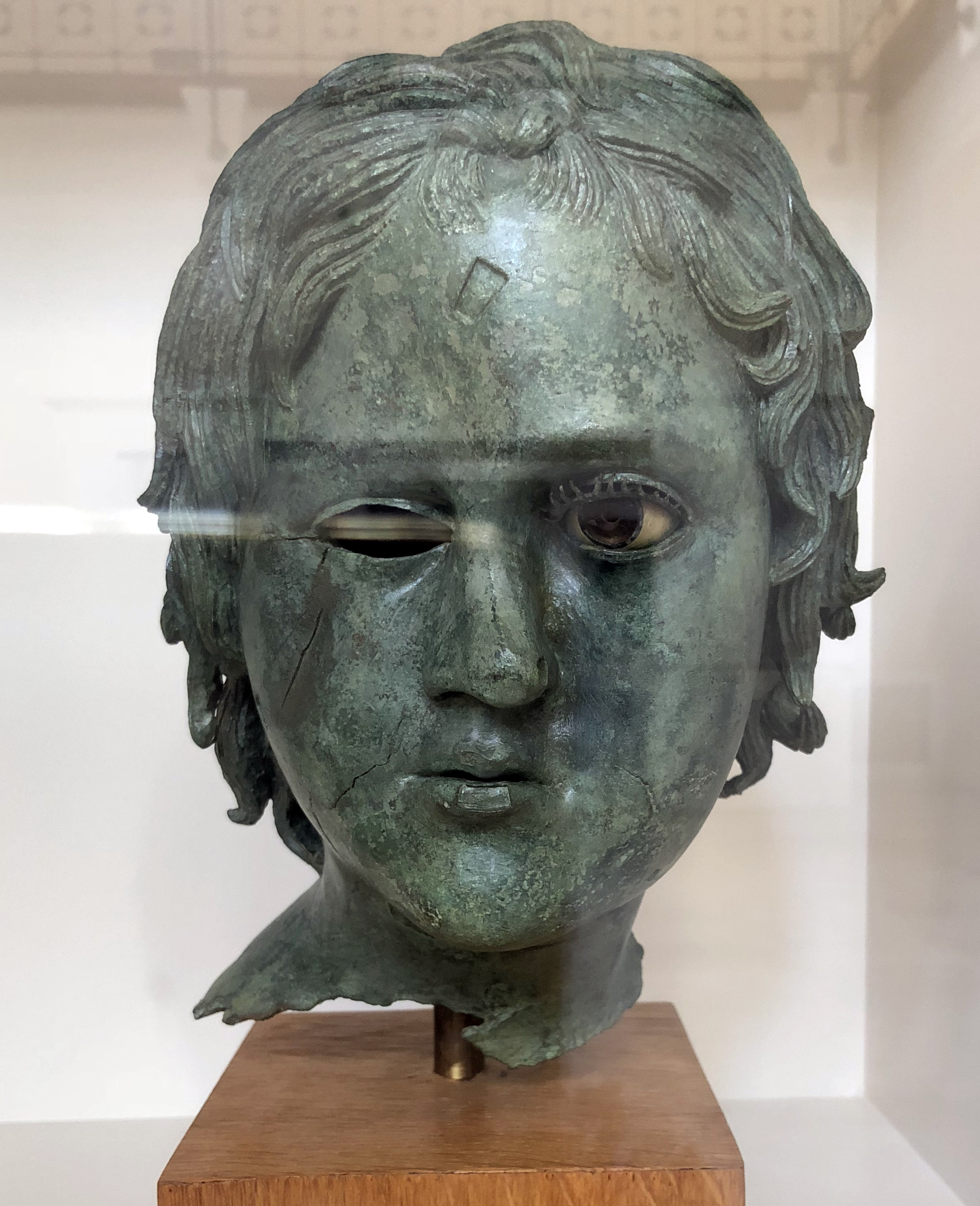
Tête en bronze d'un jeune homme, vers 100.
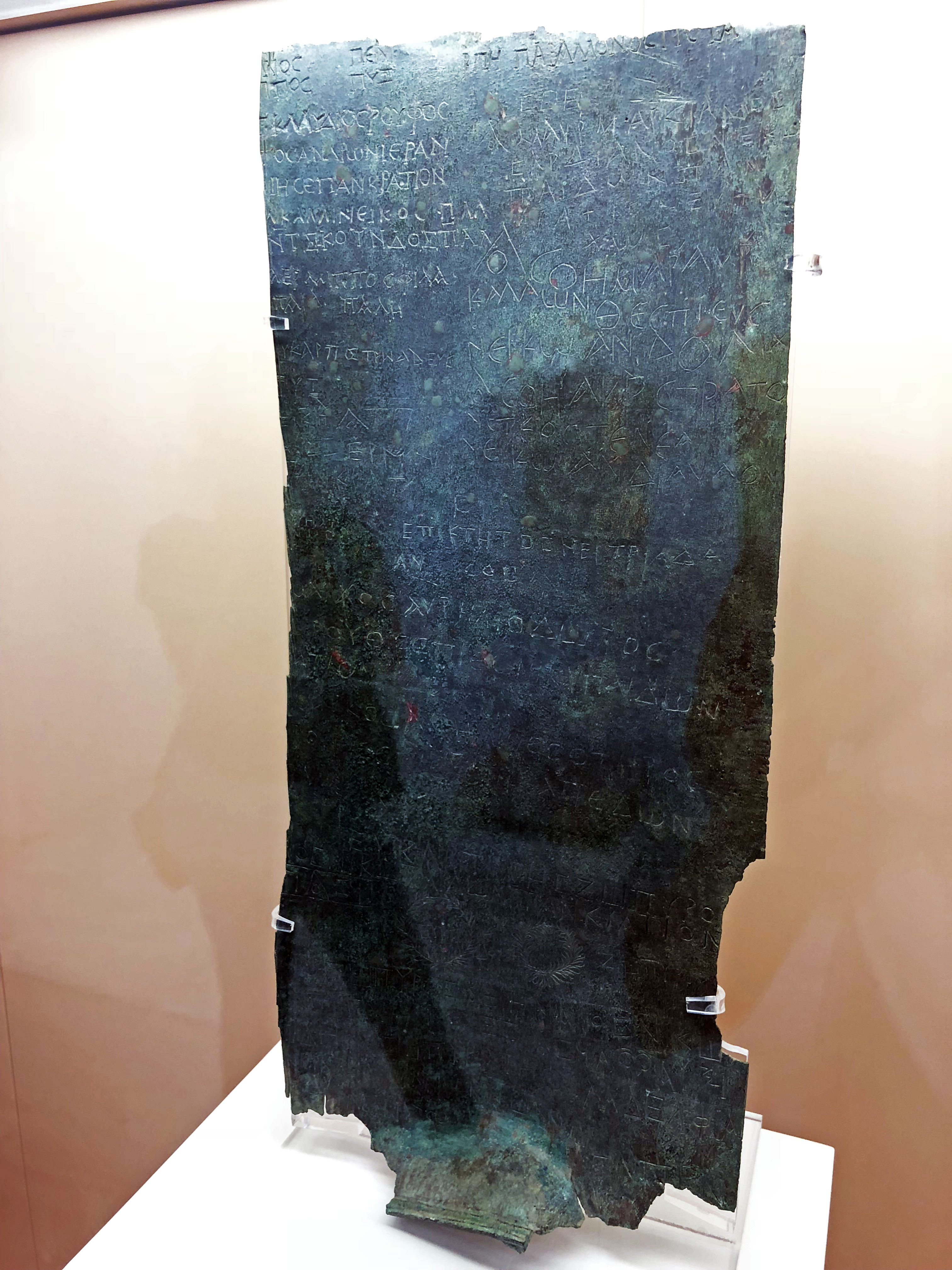
Liste d'athlètes, bronze (le dernier nom est Zopyros, vainqueur au pankration dans la catégorie Jeunes en 385 ap. J.-C.).
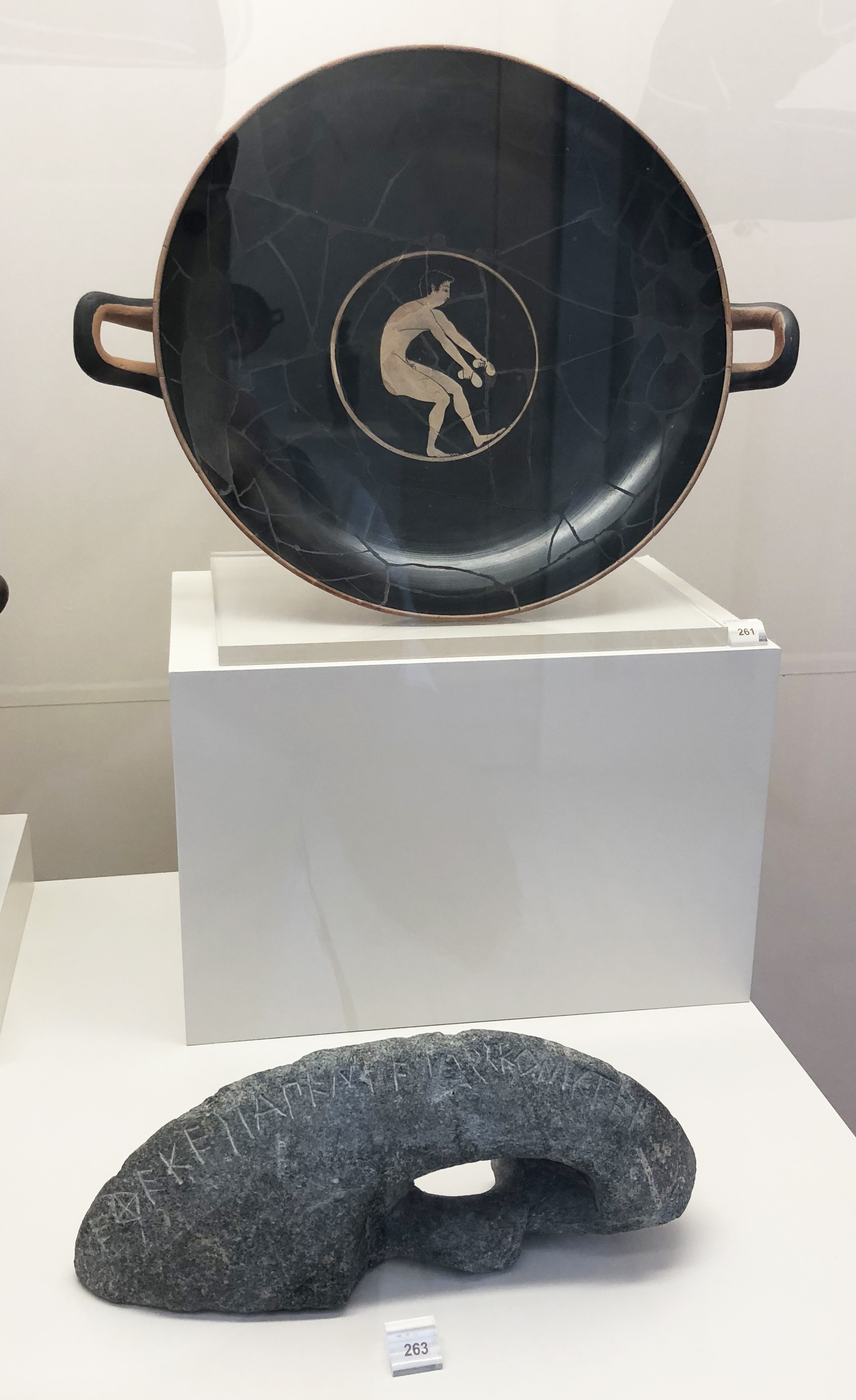
Haltère et kylix figurant un sauteur.